# Sergeant Bluff (Iowa)
Sergeant Bluff es una ciudad ubicada en el condado de Woodbury en el estado estadounidense de Iowa. En el Censo de 2010 tenía una población de 4227 habitantes y una densidad poblacional de 773,49 personas por km².

## Geografía
Sergeant Bluff se encuentra ubicada en las coordenadas 42°23′58″N 96°21′18″O / 42.39944, -96.35500. Según la Oficina del Censo de los Estados Unidos, Sergeant Bluff tiene una superficie total de 5.46 km², de la cual 5.46 km² corresponden a tierra firme y (0%) 0 km² es agua.

## Demografía
Según el censo de 2010, había 4227 personas residiendo en Sergeant Bluff. La densidad de población era de 773,49 hab./km². De los 4227 habitantes, Sergeant Bluff estaba compuesto por el 93.09% blancos, el 1.06% eran afroamericanos, el 0.78% eran amerindios, el 2.13% eran asiáticos, el 0% eran isleños del Pacífico, el 0.99% eran de otras razas y el 1.94% pertenecían a dos o más razas. Del total de la población el 3.34% eran hispanos o latinos de cualquier raza.